# Casa castell Fabra
La Casa castell Fabra és un edifici d'Ulldecona (Montsià) inclòs a l'Inventari del Patrimoni Arquitectònic de Catalunya.

## Descripció
Es tracta d'un habitatge entre mitgeres que manté a la façana i a l'interior l'estructura típica del primer quart de segle XX: sostres alts, portes grans de fusta amb vidrieres superiors, estances comunicades... És també accessible des del carrer Murada de Dalt, amb el qual comunica mitjançant un pati-jardí posterior. Consta de planta, primer pis i terrat. A la façana s'inscriu una porta d'arc escarser amb emmarcament motllurat i medalló central amb ornamentació. En el pis hi ha un balcó de secció semicircular sobre mènsules decorativistes, amb balustrada de pedra. Hi ha un treball en relleu de l'arrebossat en els emmarcaments i els diferents nivells estan separats per un fris amb garlandes i motius vegetals estilitzats.

## Història
Es creu que l'edifici ja estava construït el 1920.